# Jefferson Vieira da Cruz
Jefferson Vieira da Cruz (* 3. Juli 1981) ist ein ehemaliger brasilianischer Fußballspieler.

## Karriere
Jefferson begann seine Karriere 1999 beim Erstligisten CR Flamengo. 2002 wechselte er zu Bangu AC. 2003 unterschrieb er einen Vertrag beim japanischen Zweitligisten Sagan Tosu, bestritt 30 Zweitligaspiele und schoss dabei sechs Tore. 2004 wechselte er zu Yokohama FC. Von 2006 bis 2007 war er bei Fagiano Okayama unter Vertrag. 2008 kehrte er nach Brasilien zurück und unterschrieb einen Vertrag bei CFZ do Rio. 2009 spielte er beim mexikanischen CD Cruz Azul und finnischen TP-47.